# إندر شتاينر
إندر شتاينر (بالمجرية: Steiner Endre)‏ هو لاعب شطرنج مجري، ولد في 27 يونيو 1901 في بودابست في المجر، وتوفي بنفس المكان في 29 ديسمبر 1944.

## وصلات خارجية
- إندر شتاينر على موقع مباريات الشطرنج (الإنجليزية)
- إندر شتاينر على موقع 365Chess.com (الإنجليزية)
- إندر شتاينر على موقع Chesstempo.com (الإنجليزية)
- إندر شتاينر سجل أولمبياد الشطرنج على موقع OlimpBase.org (الإنجليزية)